# Parque Municipal Reina Sofía
El parque municipal Reina Sofía es un parque en La Línea de la Concepción. En el momento de su creación, el parque fue nombrado parque Princesa Sofía, después de Sofía de Grecia. Cuando se convirtió en reina, en 1975, el parque pasó a llamarse como hoy en día. Posee una superficie aproximada de 17,86 hectáreas.
El Piojito es el mercadillo ambulante que instalan cada miércoles entre el parque. La Feria de La Línea se celebra aquí todos los años.
Tiene búnkeres de la Segunda Guerra Mundial, parque de patinaje, parque canino, espacio de recreación y muchos árboles incluyendo Dracaena, Platanus × hispanica, Chorisia speciosa, Ceratonia siliqua, Morus alba, Arce negundo, Jacaranda mimosifolia, Melia azedarach, Olea europaea, Cupressus sempervirens y Pinus pinea.

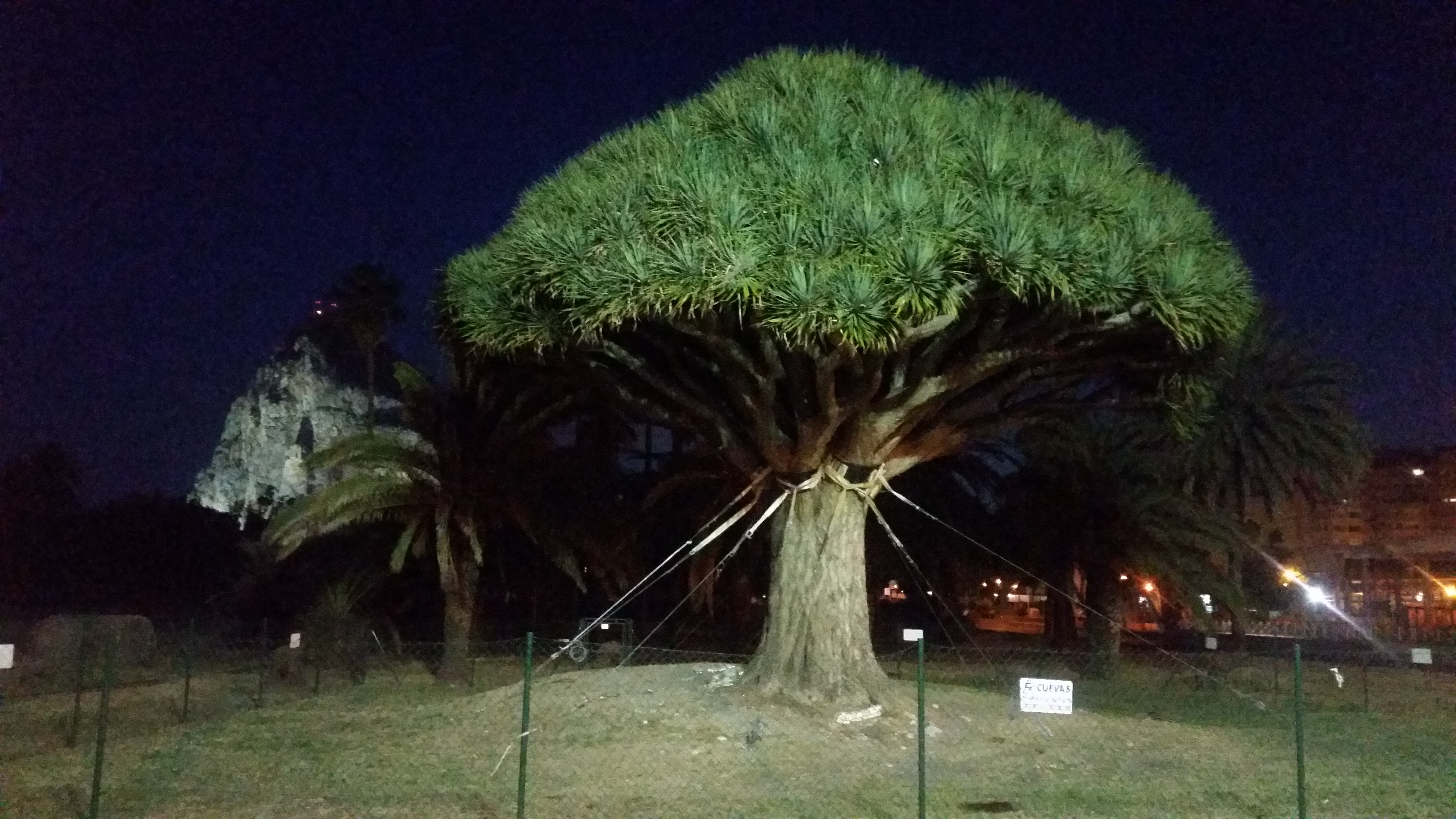
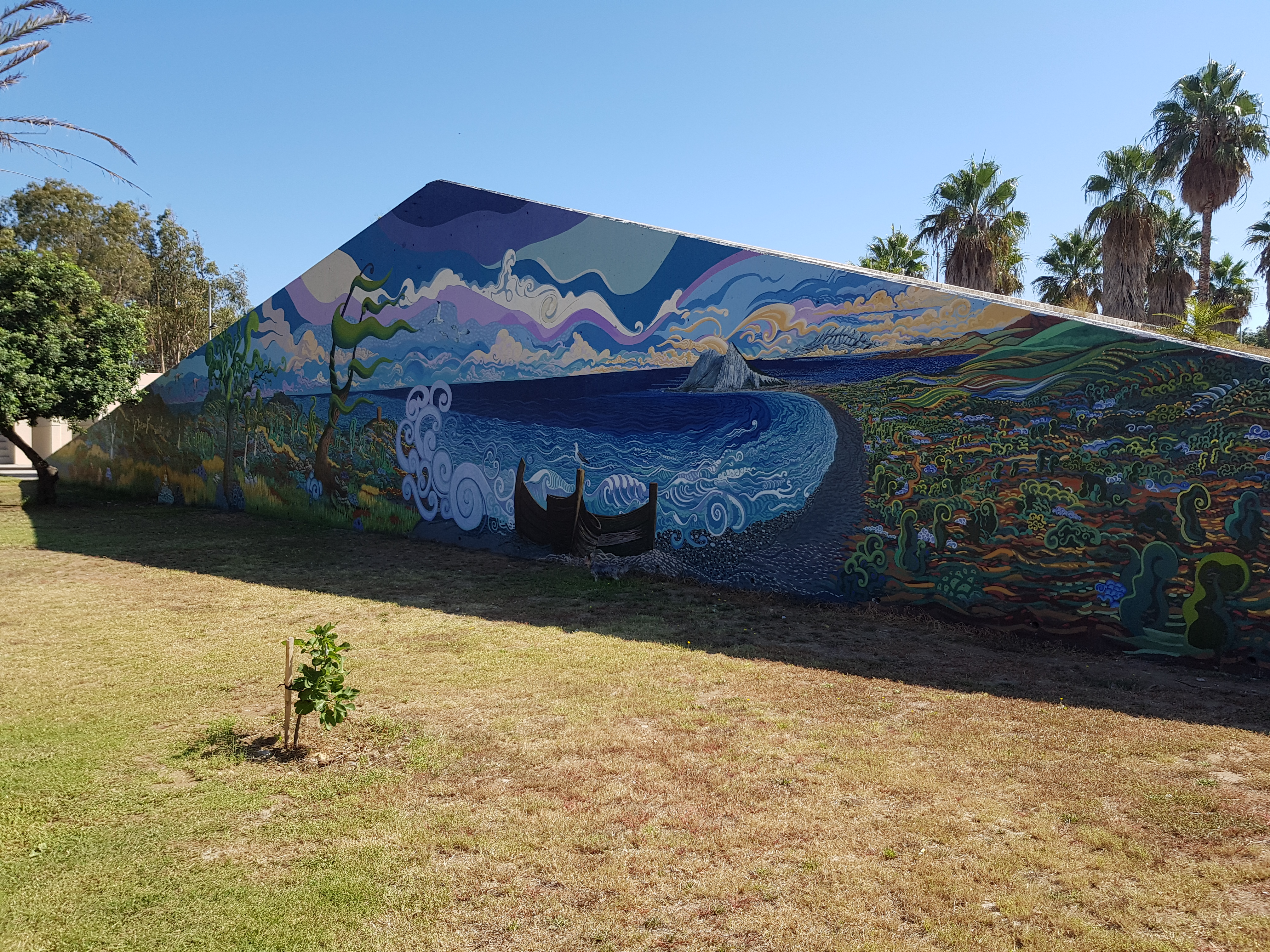
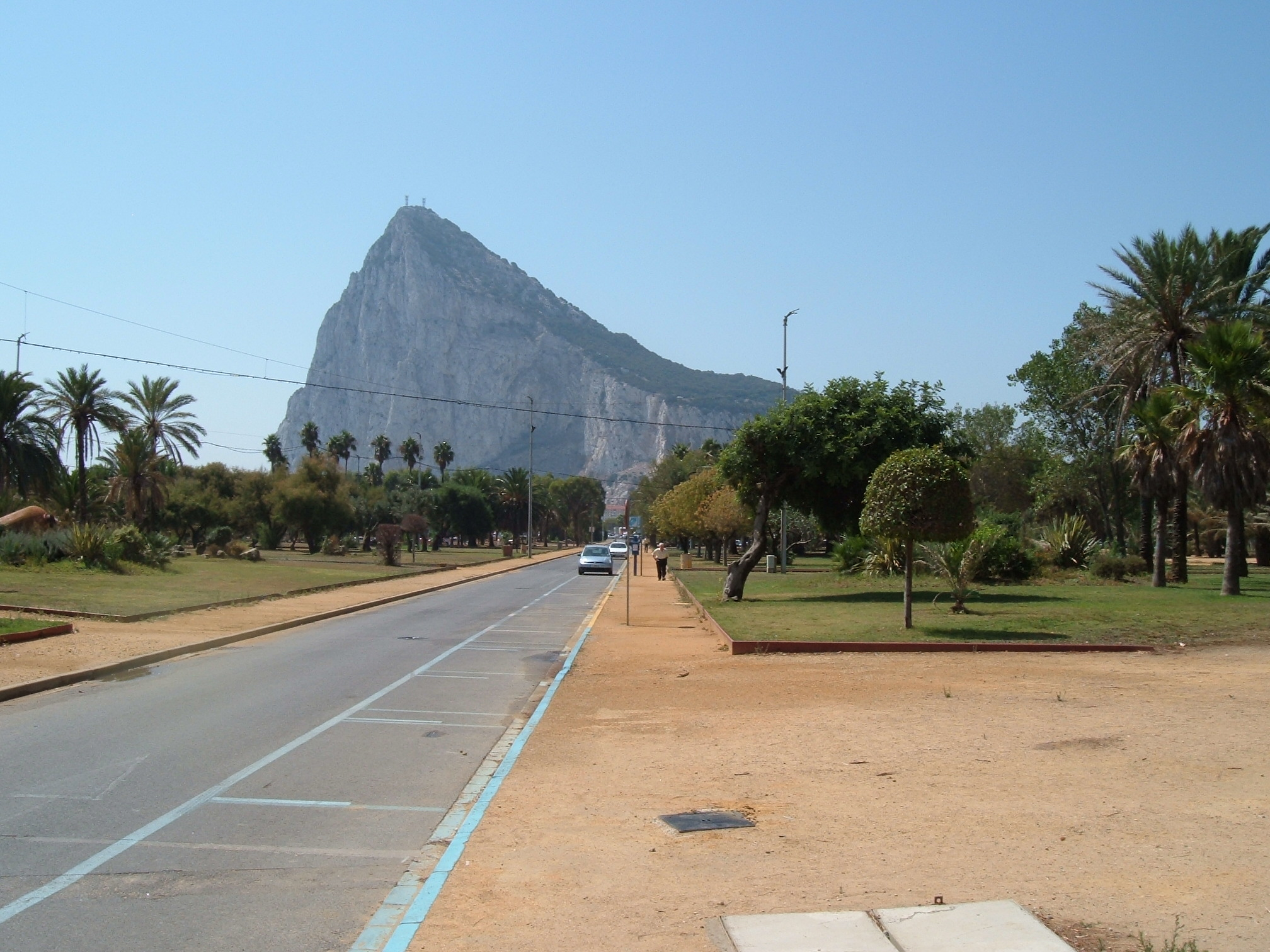
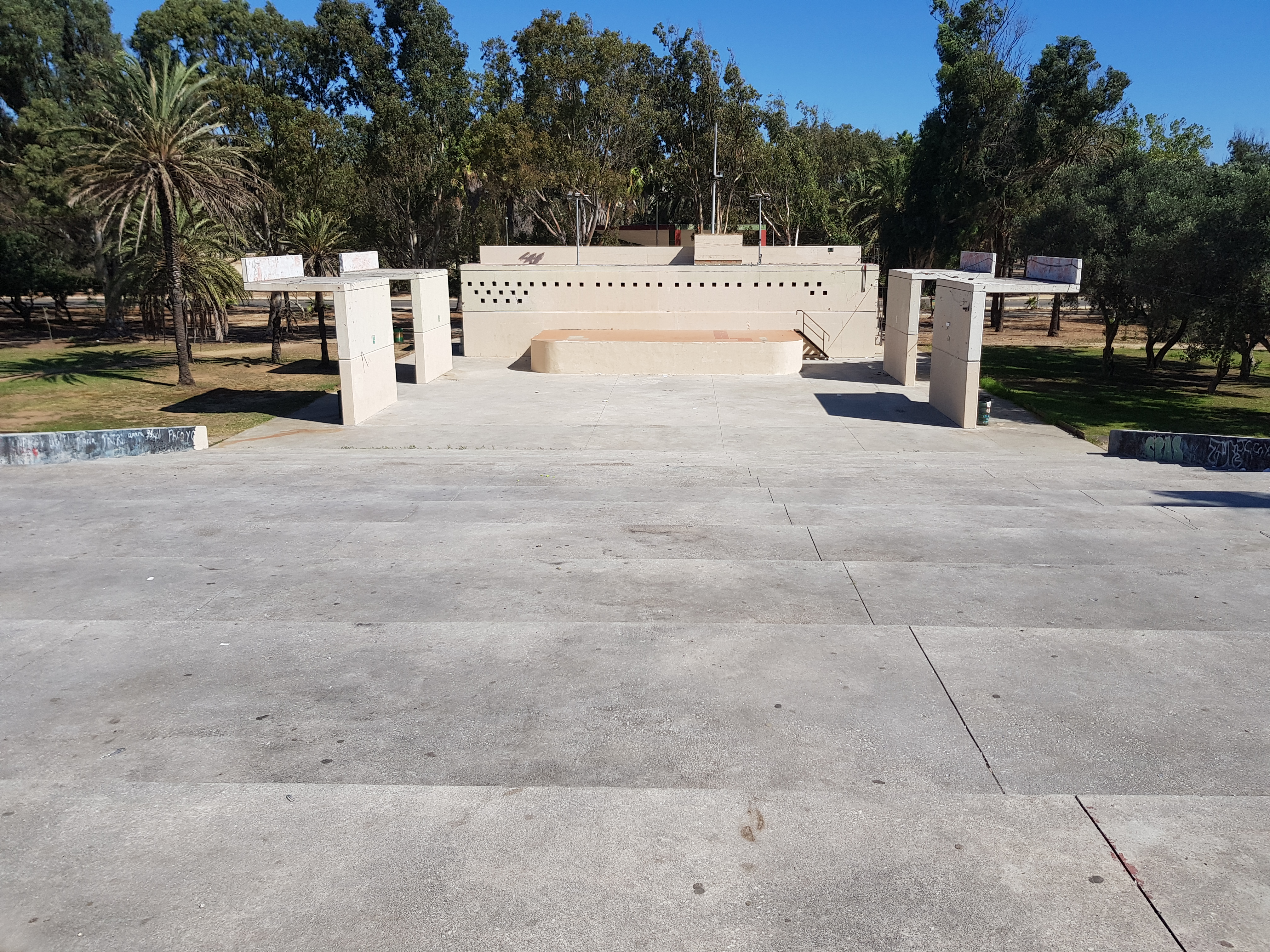
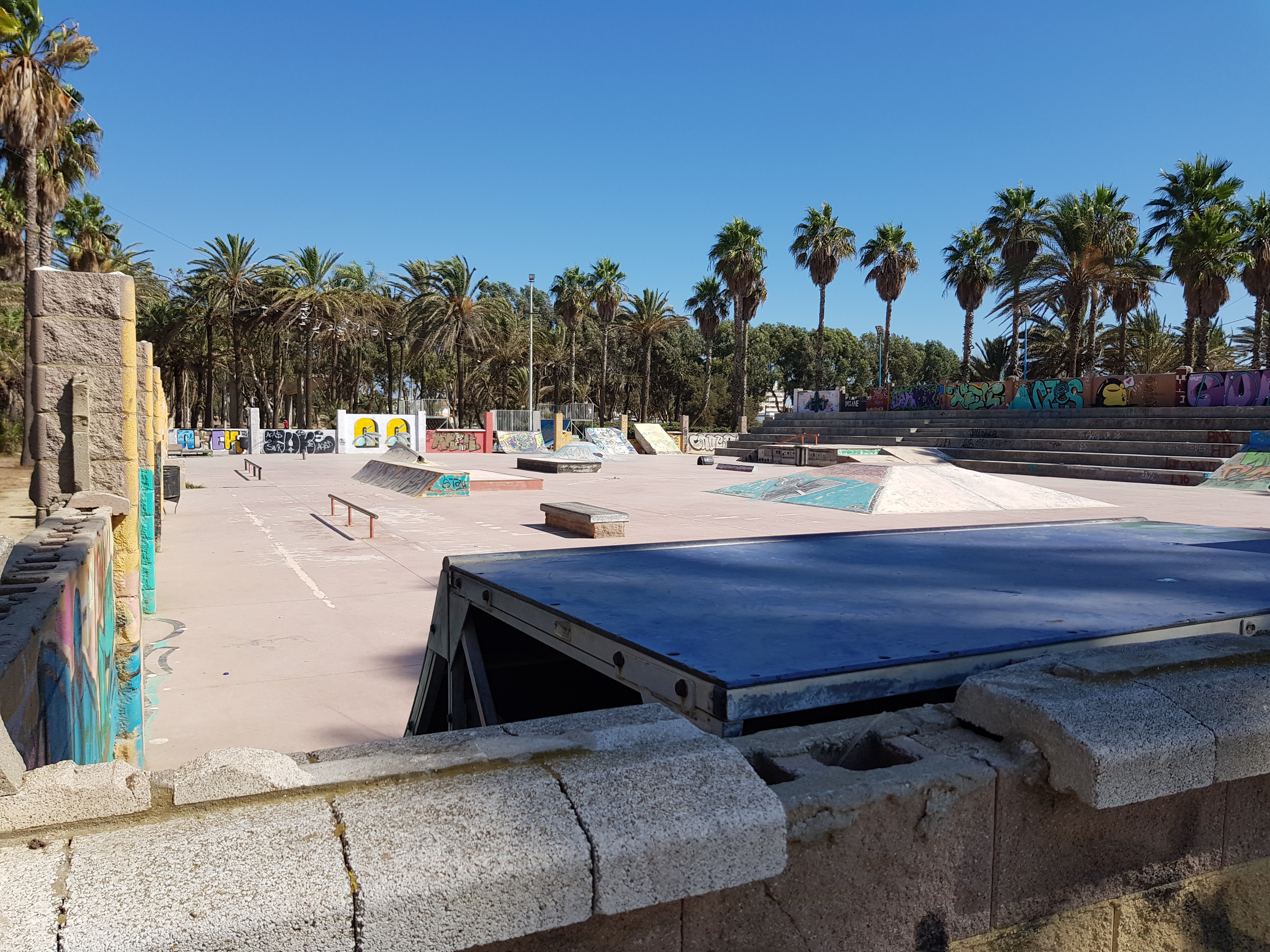